# Liia (isola)
Liia è un'isola dell'Estonia che si trova del Mar Baltico, più precisamente nello stretto di Moonsund, ed appartiene all'arcipelago estone occidentale. La lunghezza massima è di 1,7 km, la larghezza di 1,2 km per una superficie di 1,3 chilometri quadrati. Amministrativamente appartiene al comune di Ridala, nella contea di Läänemaa.